# Krici i šaputanja
Krici i šaputanja (švedski: Viskningar och Rop) - švedski film u režiji Ingmara Bergmana iz 1972. godine.
U glavnim ulogama su: Harriet Andersson, Kari Sylwan, Ingrid Thulin i Liv Ullmann. Mjesto radnje je vila na kraju 19. stoljeća. Nakon nekoliko neuspješnih eksperimentalnih filmova, „Krici i šaputanja“ bili su komercijalni uspjeh za Bergmana. Film je dobio odlične kritike i pet nominacija za Oscara. Među njima su nominacija za najbolji film, što je rijetkost za film, koji nije na engleskom jeziku.
Filmom „Krici i šaputanja“, Ingmar Bergman vratio se svojim tradicionalnim temama ženske psihe i potrage za vjerom i iskupljenjem. Za razliku od njegovih prijašnjih filmova, u ovom se filmu koriste zasićene boje, pogotovo jarkocrvena. Zbog odličnog prikaza boja i svjetlosti, snimatelj i dugogodišnji suradnik Bergmana, Sven Nykvist dobio je Oscara za najbolju fotografiju.

## Radnja
Film govori o dvije sestre, koje se brinu za svoju treću sestru na njenoj samrtnoj postelji u raskošnoj vili. Sestre su distancirane i hladne, ali se bore, da olakšaju svojoj bolesnoj sestri koja umire od raka. U šoku su i strahu od umiranja, kojem svjedoče. Progonjene krivnjom, osamljenošću i ljubomorom, nisu u stanju pružiti pomoć ili barem suosjećanje svojoj sestri u posljednjim trenucima njenog zemaljskog života. Odana i religiozna sluškinja Anna usprkos društvenoj podčinjenosti jedina ostaje čvrsta i staložena do samog kraja. Agonija potencira i ogoljuje složene psihološke i emotivne odnose triju sestara i njihove odane služavke Anne.
U filmu veliku ulogu imaju boje i interijeri te priroda, koji daju upečatljiv doprinos ugođaju filma. Redatelj je filmom propitivao isprazan život više klase i prolaznost ljudskog života. Film sadrži mnoge provokativne scene poput agonije umiranja uz zvijerske krikove, lezbijske prizore, pokušaj samoubojstva i sakaćenje spolnih organa. 
Ingmar Bergman kao agnostik, film je upotrijebio kao traženje odgovora na pitanja o smislu života, života nakon smrti, o vjeri, iskupljenju i uskrsnuću. Kada bolesna sestra umre, sestre je razmještaju na krevetu na način, koji podsjeća na Isusovo skidanje s križa, kada ga je Djevica Marija primila u svoje naručje. 

## Glavne uloge
- Harriet Andersson - Agnes
- Kari Sylwan - Anna
- Ingrid Thulin - Karin
- Liv Ullmann - Maria (i njena majka)
- Anders Ek - Isak, svećenik
- Inga Gill - pripovjedačica
- Erland Josephson -David, liječnik
- Henning Moritzen - Joakim, Marijin suprug
- Georg Årlin - Fredrik, Karinin suprug
- Linn Ullmann - Maria, kao djevojčica